# Азаренков, Анатолий Александрович
Анатолий Александрович Азаренков (5 апреля 1938, Одесса, Украинская ССР) — советский футболист, нападающий и тренер. Мастер спорта СССР (1961). Заслуженный тренер УССР (1983).

## Игровая карьера
Футболом начал заниматься в Одессе самостоятельно. Футбольные школы не посещал. Со временем был замечен представителями местной команды «Дзержинец», которая выступала в первенстве города. Далее Пётр Ступаков пригласил талантливого парня в молодёжный состав одесской команды «Пищевик».
В 1958 году над группой молодых одесских футболистов, среди которых был и Азаренков, повисла угроза службы в армии. Поэтому для того, чтобы не служить, они отправились в Нововолынск играть за местный «Шахтёр», который выступал в соревнованиях трудовых коллективов. Однако через полтора года их таки призвали в ряды Вооружённых сил. Так Анатолий оказался в луцкой команде «Волынь», которую в то время усиливали футболистами, служившими в армии. Отслужив два года вместо положенных трёх из-за сокращения вооружённых сил СССР, Азаренков вернулся в Одессу.
В основной команде «Черноморца» неплохо начал сезон, однако далее остро стал вопрос с выделением квартиры футболисту, который недавно женился, и урегулировать этот вопрос руководство «Чорноморца» было не в состоянии. Напротив возник вариант с черновецкой «Буковиной», где футболиста сразу заселяли в квартиру. Отыграв сезон в Черновцах, Анатолий возвращается в ряды «Черноморца», который тренировал тогда Всеволод Бобров. У Азаренкова возникает конфликт с наставником, проблема с жильём не решается, в связи с этим он вновь оставляет клуб и переезжает в Николаев.
В николаевском «Судостроителе» футболист отыграл три сезона, занимая стабильное место в стартовом составе. Однако приближалось время окончания карьеры и Азаренков отозвался на предложение криворожской команды «Кривбасс», где ему обещали поспособствовать в старте тренерской карьеры после окончания активных выступлений. Отыграв два года в Кривом Роге, Азаренков перешёл на тренерскую работу.

## Тренерская карьера
В период с 1969 по 1986 года Анатолий Александрович занимал разнообразные административные должности в командах «Кривбасс», «Судостроитель», «Черноморец», никопольской «Колос» и днепропетровской команде «Днепр». В 1980 году заканчивает Высшую школу тренеров в Москве, в 1983 году за работу в «Днепре» получает звание Заслуженный тренер УССР.
В 1986 году со стороны Сирии в адрес Федерации футбола СССР поступила просьба направить им специалиста на должность наставника национальной сборной страны и президент Федерации Вячеслав Колосков направил в Сирию Азаренкова.
В 1987 году в Сирии проходили Средиземноморские игры. Под управлением Азаренкова сборная сначала обыграла в группе сборные Турции, Сан-Марино и Ливана. Затем в полуфинале в серии послематчевых пенальти одолела команду Греции. А в финале разобралась с молодёжной командой Франции — 2:1. Работать в Сирии было не выгодно с экономической точки зрения и по окончании контракта в 1990 году Азаренков вернулся в СССР.
В 1991 году он работал в тренерском штабе тираспольского клуба «Тилигула», с которым завоевал путёвку в высшую лигу СССР. После распада СССР Азаренков возвращается в Азию. Не задержавшись надолго ни в Сирии, ни в Омане, Азаренков отозвался на предложение Валерия Лобановского, который формировал в Кувейте собственную футбольную систему, возглавить молодёжную сборную этой страны. После завершения контракта Анатолий Александрович отправился в Катар, но проблемы со здоровьем жены и общая усталость на фоне постоянных переездов заставили украинского специалиста вернуться на родину.
Проработав с 1999 по 2001 гг. на должности главного тренера «Черноморца», Азаренков покинул пост из-за конфликта с руководством клуба. С 2004 по 2008 гг. работал руководителем научно-методической группы «моряков». С 2008 года пребывает на пенсии.